# Meine grüne Freiheit – Ein Frühling in Irland/Der Mut zu leben
Meine grüne Freiheit – Ein Fühling in Irland / der Mut zu leben ist ein deutscher Fernseh-Zweiteiler aus den Jahren 1999/2000, der in Irland spielt. Die Erstaufführung fand am 20. Mai 2000 auf RTL statt. Eine geschiedene Mutter reist ihrer ausgerissenen Tochter nach Irland hinterher und verliebt sich dort nicht nur in das Land.

## Handlung
Sandra Franke lebt nach der Scheidung von ihrem Mann mit ihren beiden jugendlichen Kindern Pia und Jan in Hamburg. In Streitgesprächen erfährt Pia, dass ihr leiblicher Vater ein irischer Musiker ist, mit dem die Mutter in Irland eine kurze Affäre hatte, aus der Pia entstand. Nach ihrer Rückkehr nach Deutschland stellte Sandra fest, dass sie schwanger war. Sie lernte den Zahnarzt Klaus Franke kennen, der sie heiratete und Pia als seine Tochter annahm. Später komplettierte Jan die Familie.
Nachdem Pia erfahren hat, wer ihr leiblicher Vater ist, findet sie bei der Mutter eine alte Schallplatte ihres leiblichen Vaters und hört sich diese an. Daraufhin packt sie ihre Sachen und reißt nach Irland aus, um dort in Galway ihren Vater zu finden in einer Bar, wo er öfters gespielt hatte. Nach einer Busfahrt durch die irische Landschaft kommt Pia in Galway an und fragt im Roisin Dubh Pub nach dem Vater, wo sie auf das kleine Dorf Leenane in Connemara verwiesen wird, wo ihr Vater leben soll. Vor dem Pub lernt sie den jungen Lorcan kennen, der sie auf seinem Motorrad mit nach Leenane  nimmt. Dort angekommen fragt sie einen lokalen Fischer, ob dieser ihren Vater kenne und erfährt, dass dieser bereits verstorben ist.
Während Pia mit ihrer neuen Bekanntschaft Lorcan am Grab ihres Vaters steht, macht sich Sandra Franke große Sorgen um ihre Tochter, die sie nirgends finden kann. Kleinlaut gesteht ihr Jan, dass seine Schwester nach Irland abgehauen ist auf der Suche nach ihrem Vater. Hals über Kopf packen Sandra und Jan ein paar Sachen und reisen ebenfalls nach Irland, um nach Pia zu suchen.
Vergeblich versucht Sandras Ex-Mann indes diese telefonisch zu erreichen, gibt jedoch nach mehreren Versuchen auf und sperrt ihr wutentbrannt den Zugang zu den noch gemeinsamen Konten, worauf Sandra und Jan am nächsten Morgen nur noch mit wenig Geld da stehen und ihr Hotel nicht zahlen können. Kurzerhand prellen sie die Zeche und machen sich über die Feuertreppe des Hotels aus dem Staub. Die nächste Nacht verbringen sie in einem Hostel und teilen sich in einem Fastfood-Restaurant von ihrem letzten Geld ein Menü.
Nach dem Verlassen des Restaurants ist Jan abgelenkt und läuft vor ein Auto. Zum Glück ist ihm nichts passiert, der erschrockene Fahrer stellt sich als Brendan O’Malley vor und gibt Sandra seine Visitenkarte für den Fall, dass Jan sich doch verletzt haben sollte. Sandra sieht dies als Möglichkeit, um hier doch eine Verletzung Jans vorzutäuschen, um von Brendan möglicherweise Hilfe zu bekommen.
Zur gleichen Zeit gerät Pia am Steuer des Motorrads mit ihrer neuen Bekanntschaft in eine Polizeikontrolle und wird verhaftet, da sie ohne Führerschein Motorrad gefahren ist, und beide landen in der Städtischen Garda Station in Galway.
Im strömenden Regen kommen Sandra und Jan am Ende ihrer Tankfüllung mit dem Mietwagen vor dem Herrenhaus an, in dem Brendan O’Malley lebt. Da dieser Schuldgefühle wegen des Unfalls hat, bittet er sie hinein, um sich zu trocknen und lädt sie zum Abendessen ein. Brendan ist Witwer und hat drei Kinder: Gerry, der seit einem Sportunfall im Rollstuhl sitzt, Kate und die kleine Nora.
Durch ein Missgeschick am Abendessenstisch stellt sich heraus, dass Sandra und Jan seine Verletzung nur vorgetäuscht haben und Sandra bittet Brendan um ein klärendes Gespräch, in der sie ihm ihre Situation erklärt. Vom schlechten Gewissen geplagt, will sie Hackett House verlassen, doch Brendan fragt, wo sie hingehen wolle, ohne Benzin, im strömenden Regen und bietet Mutter und Sohn seine Hilfe und Gastfreundschaft an. Heimlich ruft Jan seinen Vater in Hamburg an und erzählt ihm von der verzwickten Situation, in der sie sich befinden.
Am nächsten Tag finden sie heraus, dass sich Pia in der Polizeistation befindet und nur gegen Kaution wieder entlassen werden kann. Brendan bietet ihr an, diese zunächst zu übernehmen und so kann Sandra ihre Tochter wieder in die Arme schließen. Erneut bietet Brendan ihr seine Gastfreundschaft an, dass sie zwei Wochen bei ihm im Herrenhaus bleiben können.
Zunächst kommt es zu Reibereien zwischen den Kindern, da Brendans Sohn und seine Töchter aus Rücksicht auf die Behinderung des Bruders sehr empfindlich auf jegliche Sportsendungen im Fernsehen reagieren. Auch darauf, dass sein Vater Sandra die Kaution für Pia vorgestreckt hat, reagiert Gerry verärgert, der sich um die Finanzen in Hackett Haus kümmert – jedoch komplett damit überfordert ist.
Brendan zeigt Sandra die Gegend von oben per Flugzeug. Jedoch ist Kate sehr gereizt, dass ihr Vater Sandra die Fliegerjacke seiner verstorbenen Frau geliehen hat für den Flug.
Den Tag darauf gehen sie in Galway im River Corrib fischen und danach Abendessen und kommen sich näher.
Sandra lernt das Leben irische Landleben kennen und verliebt sich in das Land – und in Brendan. Schließlich wollen beide heiraten – sehr zum Missfallen von Brendan’s beiden älteren Kindern, die noch nicht über den Tod der Mutter hinweg sind. Lediglich die kleine Nora hat Sandra sofort in ihr Herz geschlossen.
Am Tag der Hochzeit gibt es jedoch ein Problem: da Sandra geschieden ist, wird es unmöglich, in der Kirche zu heiraten. Kurzerhand wird die Trauung auf das Standesamt verlegt und findet nur dort statt. Anschließend wird in Hackett House eine große irische Hochzeitsfeier veranstaltet.
Während sich Brendan und Sandra nach der Feier zurückziehen, gibt es unter den Kindern wieder Reibereien.
Das Leben in der Patchwork-Familie ist nicht einfach. Nach einigen Wochen stellt Sandra überrascht fest, dass sie schwanger ist. Bei einem Picknick mit den Kindern wollen sie ihnen die Neuigkeiten verkünden. Brendan, der gerade von einem Geschäftstermin nach Hause fährt, kommt in einem unaufmerksamen Moment von der Straße ab und sein Wagen überschlägt sich mehrmals in der schroffen Landschaft. Vergeblich versucht Sandra, Brenda zu erreichen, das Telefonklingeln verhallt im irischen Wind.
Nachdem das Wetter umschlägt, machen sich die besorgte Sandra mit Gerry, Pia, Kate, Jan und Nora wieder auf den Weg zu Hackett House. Am selben Abend klingelt die Polizei an der Tür und verkündet der schockierten Sandra, dass Brendan tödlich verunglückt sei. Im Sturm und Gewitter stößt Sandra einen herzerweichenden Schrei aus und bricht mit Unterleibsschmerzen zusammen. Im Krankenhaus erfährt sie, dass sie das Baby verloren hat, das sie von Brendan erwartete. Wenig später entlässt sie sich selbst aus dem Krankenhaus und fährt nach Hause.
In einem Zimmer des Herrenhauses liegt Brendan aufgebahrt, umgeben von Kerzen, und Sandra verabschiedet sich von ihm. Nach der Beerdigung erfährt sie viel Unterstützung von den neuen irischen Freunden, sowie Brendans Mutter Dolly, die sich entschließt, ihre Wohnung in Dublin aufzugeben und zu ihnen ins Herrenhaus zu ziehen, um diese zu unterstützen.
Als erstes wollen Sandra und ihre Patchwork-Familie Wolle der Schafe verkaufen, um so aus der schlechten finanziellen Situation heraus zu kommen.
In der Nacht, bevor sie die Wolle verkaufen können, schlägt jedoch Brendan’s Bruder Michael dazwischen, der am liebsten schon zu Lebzeiten seines Bruders das Herrenhaus in ein Golfhotel umgewandelt hätte, was Brendan jedoch nicht zugelassen hat. Michael zündet die Wolle an, um den Verkauf und die dadurch entstehende Verbesserung der finanziellen Situation von Sandra und Familie zu verhindern.
Vereinigt können Sandra, ihre Schwiegermutter, die Kinder und Freunde den Brand löschen und den größten Teil der Wolle retten. Währenddessen wird Michael von seinem Neffen Gerry ertappt und muss nun vor allen Rede und Antwort stehen, worauf ihn seine Mutter Dolly enttäuscht verstößt.
Die Patchwork-Familie hat nun endlich richtig zusammen gefunden und alle überraschen Sandra gemeinsam zu ihrem Geburtstag.
Zusammen renovieren Sandra und die Kinder einige Gästezimmer des Herrenhauses, die sie an Feriengäste vermieten wollen, um weitere Einkünfte zu erwirtschaften. Jan findet mit dem alten Essensaufzug eine Möglichkeit, dass Gerry wieder einmal sein altes Zimmer im oberen Stockwerk besuchen kann. Zur gleichen Zeit gehen schon die ersten Buchungen ein und der Film endet.

## Kritik
„Zweiteiliges (Fernseh-)Drama, das keinen Konflikt und keine Klischees auslässt, um über die tränenreichen Runden zu kommen.“